# Paardensport op de Olympische Zomerspelen 2016 – Dressuur (individueel)
De individuele dressuur op de Olympische Zomerspelen 2016 vond plaats van woensdag 10 tot en met maandag 15 augustus 2016. Regerend olympisch kampioen was Charlotte Dujardin uit Groot-Brittannië, die op haar paard Valegro haar titel met succes verdedigde. De wedstrijd bevatte drie onderdelen, te beginnen met de Grand Prix. Een vijf- of zeskoppige jury beoordeelde elke deelname apart in de GP, waarbij de ruiters dresseerden in een bak van zestig bij twintig meter. Elk onderdeel werd apart beoordeeld. De beste achttien individualisten gingen door naar de Grand Prix Special. De overgebleven ruiters namen deel aan de finaleronde, de Grand Prix Freestyle, waar op muziek gedresseerd werd. De scores van de eerste twee rondes werden eveneens gebruikt voor het vaststellen van de winnaars van de teamdressuur.

## Resultaten
| rang   | ruiter                   | paard            | land                   | GP     | r   | GPS           | r             | GPF           |
| ------ | ------------------------ | ---------------- | ---------------------- | ------ | --- | ------------- | ------------- | ------------- |
| Goud   | Charlotte Dujardin       | Valegro          | Groot-Brittannië       | 85,071 | 1   | 82,983        | 2             | 93,857        |
| Zilver | Isabell Werth            | Weihegold Old    | Duitsland              | 80,643 | 4   | 83,711        | 1             | 89,017        |
| Brons  | Kristina Bröring-Sprehe  | Desperados FRH   | Duitsland              | 82,257 | 2   | 81,401        | 4             | 87,142        |
| 4.     | Laura Graves             | Verdades         | Verenigde Staten       | 78,071 | 5   | 80,644        | 5             | 85,196        |
| 5.     | Severo Jurado            | Lorenzo          | Spanje                 | 76,429 | 11  | 77,479        | 6             | 83,625        |
| 6.     | Dorothee Schneider       | Showtime FRH     | Duitsland              | 80,986 | 3   | 82,619        | 3             | 82,946        |
| 7.     | Carl Hester              | Nip Tuck         | Groot-Brittannië       | 75,529 | 15  | 76,845        | 9             | 82,553        |
| 8.     | Tinne Vilhelmson-Silfvén | Don Aurelio      | Zweden                 | 76,429 | 11  | 77,199        | 7             | 81,553        |
| 9.     | Hans Peter Minderhoud    | Johnson          | Nederland              | 76,957 | 9   | 75,224        | 13            | 80,571        |
| 10.    | Beatriz Ferrer-Salat     | Delgado          | Spanje                 | 74,829 | 20  | 76,863        | 8             | 80,161        |
| 11.    | Diederik van Silfhout    | Arlando          | Nederland              | 75,900 | 13  | 76,092        | 11            | 79,535        |
| 12.    | Steffen Peters           | Legolas 92       | Verenigde Staten       | 77,614 | 6   | 74,622        | 14            | 79,393        |
| 13.    | Cathrine Dufour          | Cassidy          | Denemarken             | 76,657 | 10  | 76,050        | 12            | 78,143        |
| 14.    | Anna Kasprzak            | Donnperignon     | Denemarken             | 73,943 | 23  | 74,524        | 15            | 76,982        |
| 15.    | Allison Brock            | Rosevelt         | Verenigde Staten       | 72,686 | 25  | 73,824        | 19            | 76,160        |
| 16.    | Patrik Kittel            | Deja             | Zweden                 | 74,586 | 22  | 73,866        | 18            | 76,018        |
| 17.    | Fiona Bigwood            | Orthilia         | Groot-Brittannië       | 77,157 | 8   | 74,342        | 16            | 76,018        |
| 18.    | Judy Reynolds            | Vancouver K      | Ierland                | 74,700 | 21  | 74,090        | 17            | 75,696        |
| 19.    | Sönke Rothenberger       | Cosmo            | Duitsland              | 77,329 | 7   | 76,261        | 10            | uitgeschakeld |
| 20.    | Edward Gal               | Voice            | Nederland              | 75,271 | 16  | 73,655        | 20            | uitgeschakeld |
| 21.    | Spencer Wilton           | Super Nova II    | Groot-Brittannië       | 72,686 | 25  | 73,613        | 21            | uitgeschakeld |
| 22.    | Kasey Perry-Glass        | Dublet           | Verenigde Staten       | 75,229 | 17  | 73,235        | 22            | uitgeschakeld |
| 23.    | Inessa Merkoelova        | Mister X         | Rusland                | 75,800 | 14  | 73,154        | 23            | uitgeschakeld |
| 24.    | Marcela Krinke-Susmelj   | Molberg          | Zwitserland            | 72,700 | 24  | 72,885        | 24            | uitgeschakeld |
| 25.    | Karen Tebar              | Don Luis         | Frankrijk              | 75,029 | 18  | 72,773        | 25            | uitgeschakeld |
| 26.    | Agnete Kirk Thinggaard   | Jojo AZ          | Denemarken             | 72,229 | 27  | 72,465        | 26            | uitgeschakeld |
| 27.    | Belinda Trussell         | Anton            | Canada                 | 72,214 | 28  | 72,325        | 27            | uitgeschakeld |
| 28.    | Juliette Ramel           | Buriel K.H.      | Zweden                 | 74,493 | 19  | 72,045        | 28            | uitgeschakeld |
| 29.    | Mads Hendeliowitz        | Jimmie Choo SEQ  | Zweden                 | 71,771 | 29  | 71,681        | 29            | uitgeschakeld |
| 30.    | Anders Dahl              | Selten HW        | Denemarken             | 69,900 | 37  | 71,232        | 30            | uitgeschakeld |
| 31.    | Pierre Volla             | Badinda Altena   | Frankrijk              | 71,500 | 30  | 65,732        | 31            | uitgeschakeld |
| 32.    | Marina Aframejeva        | Vosk             | Rusland                | 71,343 | 31  | uitgeschakeld | uitgeschakeld | uitgeschakeld |
| 33.    | Megan Lane               | Caravella        | Canada                 | 71,286 | 32  | uitgeschakeld | uitgeschakeld | uitgeschakeld |
| 34.    | Victoria Max-Theurer     | Della Cavalleria | Oostenrijk             | 71,129 | 33  | uitgeschakeld | uitgeschakeld | uitgeschakeld |
| 35.    | Daniel Martin Dockx      | Grandioso        | Spanje                 | 70,829 | 34  | uitgeschakeld | uitgeschakeld | uitgeschakeld |
| 36.    | Jorinde Verwimp          | Tiamo            | België                 | 70,771 | 35  | uitgeschakeld | uitgeschakeld | uitgeschakeld |
| 37.    | Lyndal Oatley            | Sandro Boy       | Australië              | 70,186 | 36  | uitgeschakeld | uitgeschakeld | uitgeschakeld |
| 38.    | Claudio Castilla Ruiz    | Alcaide          | Spanje                 | 69,814 | 38  | uitgeschakeld | uitgeschakeld | uitgeschakeld |
| 39.    | Mary Hanna               | Boogie Woogie    | Australië              | 69,643 | 39  | uitgeschakeld | uitgeschakeld | uitgeschakeld |
| 40.    | Ludovic Henry            | After You        | Frankrijk              | 69,214 | 40  | uitgeschakeld | uitgeschakeld | uitgeschakeld |
| 41.    | Inna Logoetenkova        | Don Gregorius    | Oekraïne               | 68,943 | 41  | uitgeschakeld | uitgeschakeld | uitgeschakeld |
| 42.    | Kristy Oatley            | Du Soleil        | Australië              | 68,900 | 42  | uitgeschakeld | uitgeschakeld | uitgeschakeld |
| 43.    | Kim Dong-seon            | Bukowski         | Zuid-Korea             | 68,657 | 43  | uitgeschakeld | uitgeschakeld | uitgeschakeld |
| 44.    | Julie Brougham           | Vom Feinsten     | Nieuw-Zeeland          | 68,543 | 44  | uitgeschakeld | uitgeschakeld | uitgeschakeld |
| 45.    | Kiichi Harada            | Egistar          | Japan                  | 69,214 | 45  | uitgeschakeld | uitgeschakeld | uitgeschakeld |
| 46.    | João Marcari Oliva       | Xamã dos Pinhais | Brazilië               | 69,214 | 46  | uitgeschakeld | uitgeschakeld | uitgeschakeld |
| 47.    | Giovana Pass             | Zingaro de Lyw   | Brazilië               | 67,700 | 47  | uitgeschakeld | uitgeschakeld | uitgeschakeld |
| 48.    | Yuko Kitai               | Don Lorean       | Japan                  | 67,271 | 48  | uitgeschakeld | uitgeschakeld | uitgeschakeld |
| 49.    | Luiza Almeida            | Vendaval         | Brazilië               | 66,914 | 49  | uitgeschakeld | uitgeschakeld | uitgeschakeld |
| 50.    | Akane Kuroki             | Toots            | Japan                  | 66,900 | 50  | uitgeschakeld | uitgeschakeld | uitgeschakeld |
| 51.    | Bernadette Pujals        | Rolex            | Mexico                 | 66,757 | 51  | uitgeschakeld | uitgeschakeld | uitgeschakeld |
| 52.    | Valentina Truppa         | Chablis          | Italië                 | 65,971 | 52  | uitgeschakeld | uitgeschakeld | uitgeschakeld |
| 53.    | Pedro de Almeida         | Xaparro do Vouga | Brazilië               | 65,714 | 53  | uitgeschakeld | uitgeschakeld | uitgeschakeld |
| 54.    | Sue Hearn                | Remmington       | Australië              | 65,343 | 54  | uitgeschakeld | uitgeschakeld | uitgeschakeld |
| 55.    | Stéphanie Brieussel      | Amorak           | Frankrijk              | 65,114 | 55  | uitgeschakeld | uitgeschakeld | uitgeschakeld |
| 56.    | Tanya Seymour            | Ramoneur 6       | Zuid-Afrika            | 63,929 | 56  | uitgeschakeld | uitgeschakeld | uitgeschakeld |
| 57.    | Christian Zimmermann     | Aramis 606       | Palestina              | 63,271 | 57  | uitgeschakeld | uitgeschakeld | uitgeschakeld |
| 58.    | Masanao Takahashi        | Fabriano         | Japan                  | 62,986 | 58  | uitgeschakeld | uitgeschakeld | uitgeschakeld |
| 59.    | Yvonne Losos de Muñiz    | Foco Loco W      | Dominicaanse Republiek | 61,300 | 59  | uitgeschakeld | uitgeschakeld | uitgeschakeld |
| —      | Adelinde Cornelissen     | Parzival         | Nederland              | DNF    | DNF | uitgeschakeld | uitgeschakeld | uitgeschakeld |